# Fighting Masters
Fighting Masters est un jeu vidéo de combat sorti en 1991 sur Mega Drive. Le jeu a été développé par Almanic et édité par Treco.